# Kelurahan Dorotangga
Kelurahan Dorotangga är en administrativ by i Indonesien.   Den ligger i provinsen Nusa Tenggara Barat, i den centrala delen av landet, 1 300 km öster om huvudstaden Jakarta.